# A Beautiful Thing: Idles Live at le Bataclan
A Beautiful Thing: Idles Live at le Bataclan é um álbum ao vivo da banda de rock britânica IDLES gravado no Le Bataclan em 3 de dezembro de 2018, na apresentação final da primeira turnê Joy as an Act of Resistance da banda e lançado em 6 de dezembro de 2019 pela Partisan Records. O álbum foi lançado em CD, download e LP duplo em três edições limitadas em vinil colorido.

## Percepção da banda sobre o show
O vocalista do Idles, Joe Talbot, disse sobre o show: "Nosso show no Bataclan foi o fim de uma longa jornada para nós. Naquela turnê, aprendemos muito sobre nós mesmos, uns com os outros e o público com o qual crescemos nos últimos 10 anos. Esse show foi nada menos que catarse e nada mais do que amor."

O guitarrista Mark Bowen disse sobre o show:
"Havia uma sensação iminente de liberdade naquele lugar. Aquela noite foi uma catarse em uma garrafa, uma raiva e camaradagem que só podem ser obtidas passando 3 meses e meio em um ônibus/van com outras 8 pessoas que você conhece. Foi muito tempo. Isso só pode ser obtido pela presença de um público receptivo, compreensivo e respeitoso. Naquela noite parecia que todos naquele lugar estavam juntos. Nós criamos algo que precisávamos naquela turnê, por todos nós cinco, nossa equipe, qualquer um naquele lugar, naquela noite ou qualquer outro show na turnê. Precisamos tanto quanto qualquer outro repetir os mantras simples de nossas músicas para nos ajudar a trabalhar no escuro e melhorar. Ame a si mesmo, ame a si mesmo, AME A SI MESMO."

## Recepção da crítica
O revisor Paul Travers da revista Kerrang! deu 04/05, dizendo "Não é apenas um retrato ruim; o 'ruim' é o que há de melhor aqui" A revista Mojo chamou de "uma audição profunda e emocionante", enquanto a revista Uncut afirmou que "O cenário ao vivo e as exortações entre as músicas do vocalista Joe Talbot aumentam a sensação de ser sugado para a catarse comunal". Jessie Atkinson, escrevendo para Gigwise.com, chamou de "um livro de memórias lindo da Idade de Ouro de IDLES".  O escritor da AllMusic, Liam Martin, deu três estrelas e meia, dizendo que o álbum "serve admiravelmente como um breve vislumbre da banda em alta na carreira, em um ponto em que eles passaram de favoritos da indústria para favoritos dos fãs". Mike Bedigan, para o periódico The Irish News, concedeu-lhe três estrelas, afirmando que "realmente traz à tona uma banda com brilho raivoso, político e de bater cabeça".

## Faixas
| N.º | Título                          | Duração |  |
| 1.  | "Colossus"                      |         |  |
| 2.  | "Never Fight a Man with a Perm" |         |  |
| 3.  | "Mother"                        |         |  |
| 4.  | "Faith in the City"             |         |  |
| 5.  | "I'm Scum"                      |         |  |
| 6.  | "Danny Nedelko"                 |         |  |
| 7.  | "Divide & Conquer"              |         |  |
| 8.  | "1049 Gotho"                    |         |  |
| 9.  | "Samaritans"                    |         |  |
| 10. | "Television"                    |         |  |
| 11. | "Great"                         |         |  |
| 12. | "Love Song"                     |         |  |
| 13. | "White Privilege"               |         |  |
| 14. | "Gram Rock"                     |         |  |
| 15. | "Benzocaine"                    |         |  |
| 16. | "Exeter"                        |         |  |
| 17. | "Cry to Me"                     |         |  |
| 18. | "Well Done"                     |         |  |
| 19. | "Rottweiler"                    |         |  |